# 铁厂乡 (麻栗坡县)
铁厂乡，是中华人民共和国云南省文山壮族苗族自治州麻栗坡县下辖的一个乡镇级行政单位。

## 行政区划
铁厂乡下辖以下地区：
铁厂村、关告村、普龙村、董渡村、龙路村、孔抗村、木扭村、太和村、坪子村和太坪村。